# Ashanite
L'ashanite è un minerale. Il nome del minerale deriva da Altai e Shan (significanti montagna e cinese) per essere stato trovato sui monti Altai. La specie non è stata ratificata dall'IMA perché probabilmente è costituita da una miscela di ixiolite, samarskite-(Y) e uranmicrolite.

## Abito cristallino
Ortorombico.

## Origine e giacitura
Nella parte centrale delle pegmatiti tra due graniti micacei schiariti.
Il minerale è stato trovato in una pegmatite dei Monti Altai in Cina.

## Forma in cui si presenta in natura
In singoli cristalli.

## Proprietà chimico-fisiche
- Peso molecolare: 574,20 grammomolecole[1]
- Pleocroismo: debole[2]
- Birifrangenza: δ: 0,090[2]
- Volume di unità di cella: 149,18 Å³[2]
- Densità di elettroni: 5,78 g/cm³
- Indici quantici[1]:
  - Fermioni: 0,0077313074
  - Bosoni: 0,9922686926
- Indici di fotoelettricità[1]:
  - PE: 821,10 barn/elettroni
  - ρ: 4748,80 barn/cm³
- Indice di radioattività GRapi: 1548145.27 (concentrazione del minerale per unità GRapi: 645,98 - Il minerale risulta radioattivo, come definito nel 49 CFR 173.403, la radioattività è superiore a 70 becquerel/grammo)[1]